# 91395 Sakanouenokumo
91395 Sakanouenokumo este un asteroid din centura principală de asteroizi.

## Descriere
91395 Sakanouenokumo este un asteroid din centura principală de asteroizi. A fost descoperit pe 5 iunie 1999 la Kuma Kogen de Akimasa Nakamura. Asteroidul prezintă o orbită caracterizată de o semiaxă mare de 2,65 ua, o excentricitate de 0,13 și o înclinație de 10,8° în raport cu ecliptica.